# Théorie queer du droit

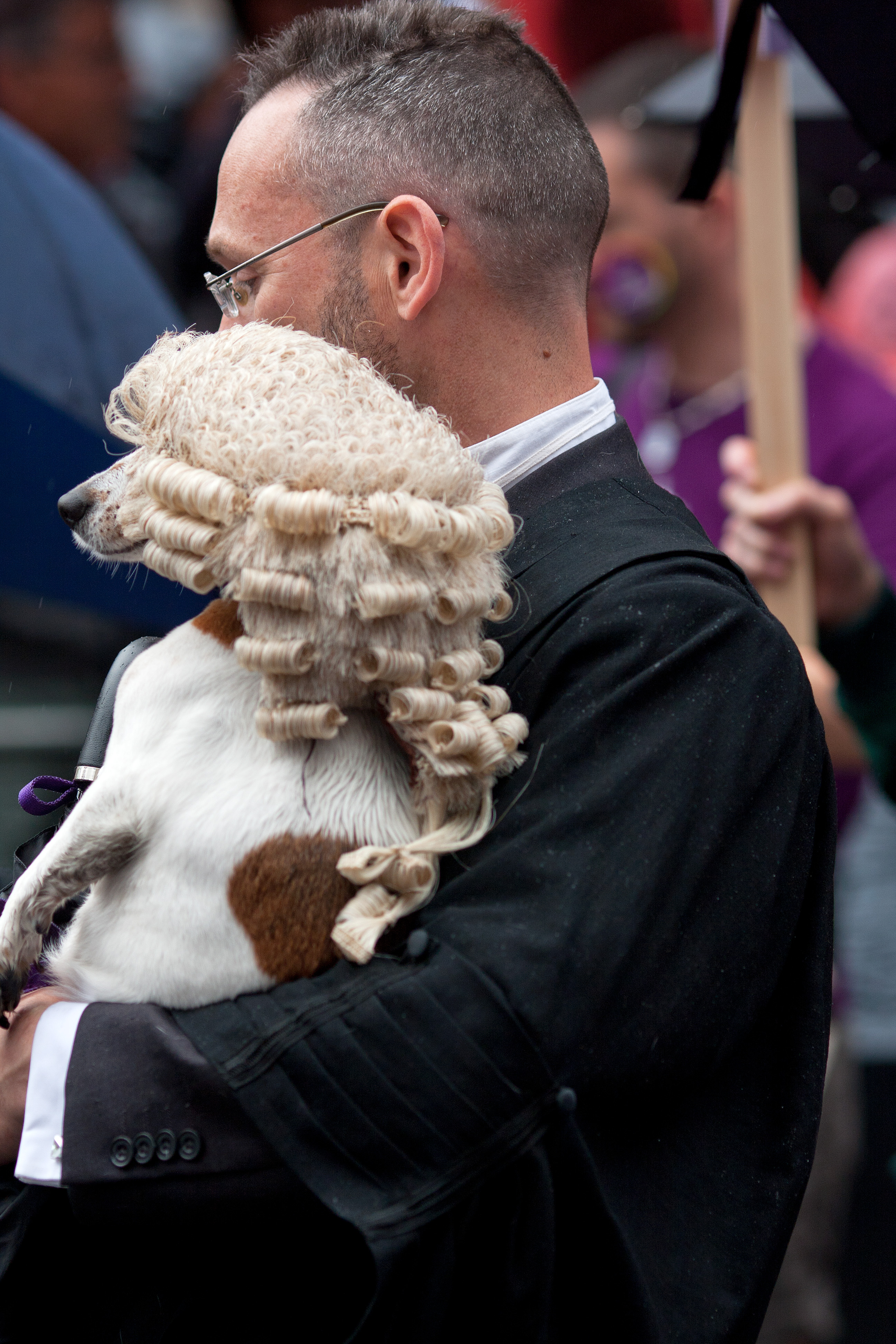
Une perruque typique du costume d'audience anglais, lors d'une marche des fiertés. Analysant Talons aiguilles, Mónica López Lerma remarque que les robes, les podiums et les gestes théâtraux des procès les rapprochent du drag.

La théorie queer du droit est un ensemble divers de manières queer de penser le droit. Ces courants de pensée mettent les pratiques juridiques dominantes en perspective par rapport aux expériences et aux luttes des LGBT+ et d'autres groupes opprimés. On peut distinguer un courant plus libéral et un courant plus critique au sein de ces hybrides de la théorie queer et de la théorie du droit.

## Historique
Une partie importante de ces développements théoriques est issue des études juridiques critiques (dites CLS) nées dans le contexte de la contestation du réalisme juridique dominant aux États-Unis. En effet, au sein des CLS, les penseuses de la outsider jurisprudence[Quoi ?] examinent la manière dont le droit est structuré afin de promouvoir les intérêts de certains groupes, tels que les hommes, excluant les femmes, les gens blancs, excluant les personnes racisées, ou encore les hétérosexuels, excluant les personnes d'autres orientations sexuelles, identités de genre et/ou caractéristiques intersexuelles. Les théories féministes et queer relevant de cette approche critique du droit remettent en question les idéaux traditionnels de prise de décision judiciaire, mettant en évidence l'influence des présupposés patriarcaux ou de l'hégémonie blanche sur le contenu du droit. Ces théories adoptent une approche interdisciplinaire, liée à la fois à l'université et aux mouvements politiques, cherchant des changements sociaux concrets. Les tensions intellectuelles entre féminisme et théorie queer se manifestent parfois, notamment en ce qui concerne la construction des identités. La théorie queer, caractérisée par l'anti-essentialisme, explore la fluidité constante des identités sexuelles et de genre, ce qui a des implications importantes dans le contexte de la théorie du droit.

## Courants
On peut distinguer deux tendances dans le rapport des théories queer au droit : d'un côté, un versant libéral s'apparentant à l'homonormativité en se concentrant sur des revendications comme celles du mariage homosexuel, et de l'autre un courant plus critique revendiquant plutôt la liberté sexuelle. Il y a cependant une grande diversité. Un exemple d'une approche originale est celle de la théorie lesbienne du droit développée quasi-exclusivement par Ruthann Robson (en).

### Libéral

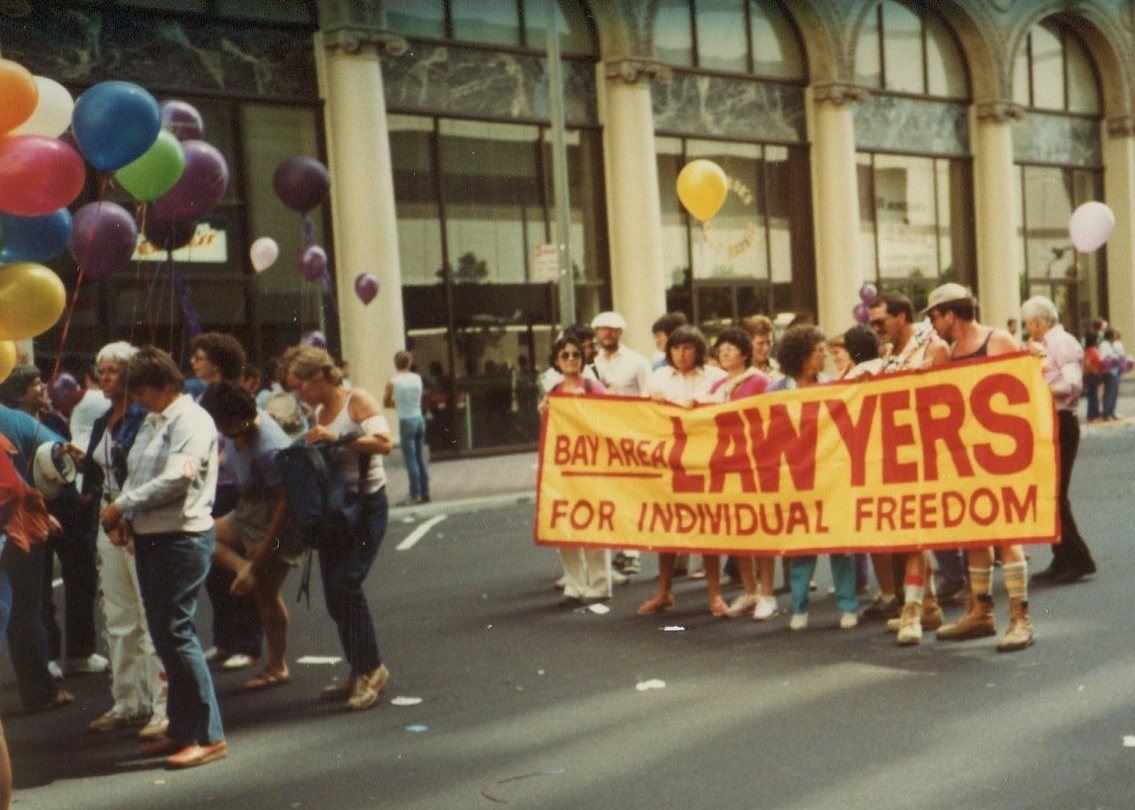
Un groupe d'avocats lors d'une marche des fiertés dans la région de la baie de San Francisco en 1983, réclamant davantage de protection de la liberté individuelle.

Le courant libéral de la théorie juridique queer souligne l'importance de l'identité pour les personnes LGBTQ+. Bien qu'il ne la considère pas comme une catégorie naturelle ou essentielle, mais plutôt comme une construction sociale, cette perspective souligne néanmoins son importance pour les individus. Selon ce courant, les variations et la diversité sexuelle et de genre sont des expressions des besoins essentiels partagés par tous les êtres humains. Cette focalisation sur les besoins humains permet de formuler des jugements moraux sur les structures sociales et les politiques en fonction de leur promotion ou inhibition de ces besoins. Cette approche facilite l'intégration des droits des minorités sexuelles et de genre dans les valeurs libérales. Bien qu'aucun consensus ne semble pouvoir se dégager sur la définition de ces besoins, une forme de pragmatisme humaniste est proposée, notamment dans le domaine du droit constitutionnel: en défendant les droits à l'égalité ou à la vie privée par exemple. Cette approche rejoint la théorie des droits de l'homme, en considérant par exemple que le concept de dignité humaine est un intérêt universel par-delà toutes les diversités au sein de l'humanité.

### Critique

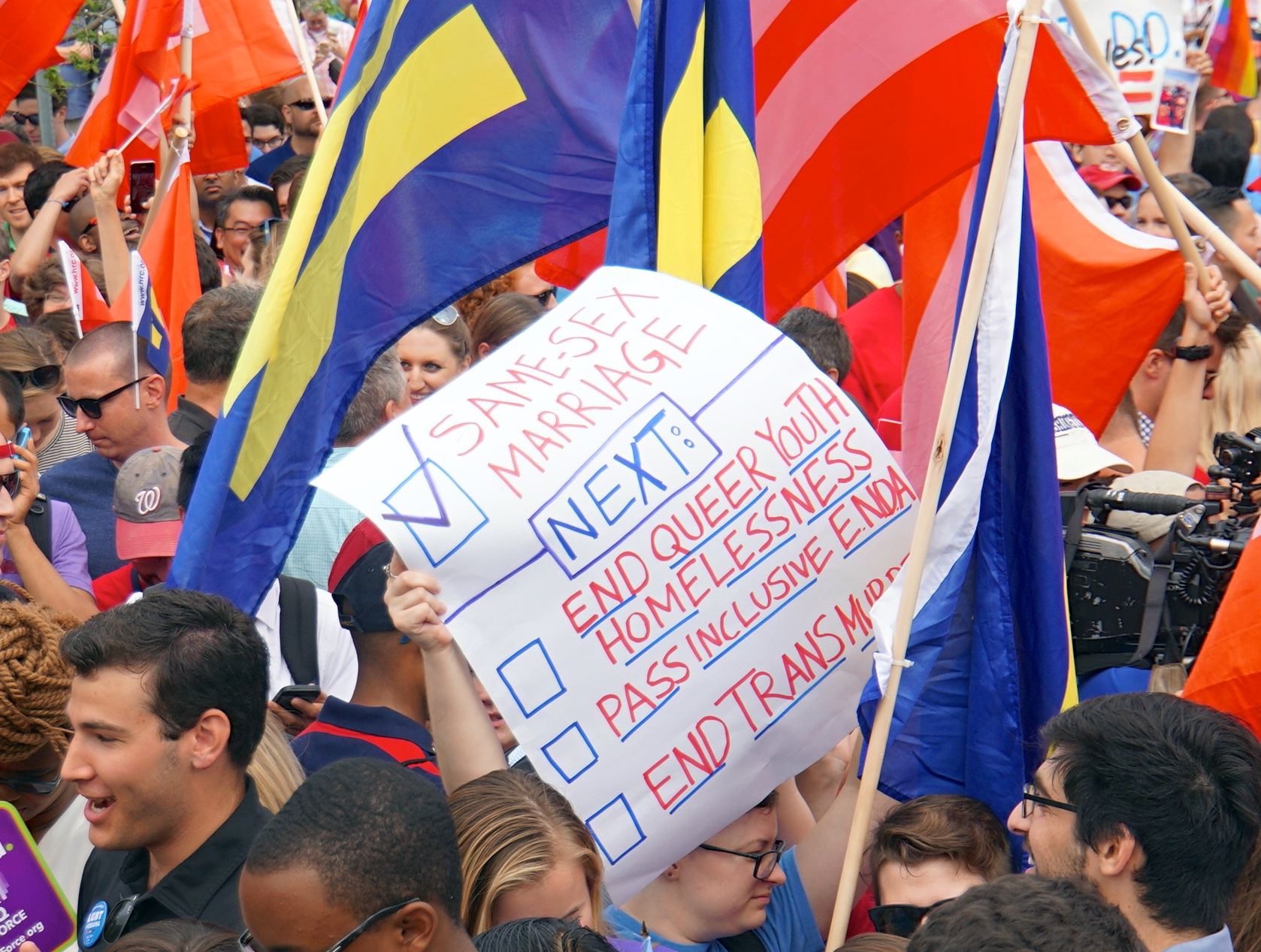
Une pancarte réclame la fin du, attirant ainsi l'attention sur l'intersection entre marginalité sexuelle et pauvreté.

Le courant critique de la théorie queer du droit remet en question l'idée d'autonomie individuelle, la considérant comme une illusion et concevant les personnes comme des agents créés à travers leurs vies au sein de la société. Ce courant souligne ainsi que la société utilise le droit comme instrument de pouvoir afin de classifier et d'attribuer des identités basées sur la sexualité, mais aussi toutes les autres identités assignées : il faudrait donc adopter une approche intersectionnelle. Les méthodes juridiques queer, selon Francisco Valdes, incluent entre autres l'utilisation de récits, la défense du désir en tant que tel, et la promotion de la « positionnalité »[Quoi ?] et de la « relationalité »[Quoi ?]. Bien que certains associent la théorie juridique queer exclusivement aux questions des intérêts des minorités sexuelles, ses penseuses refusent de s'y limiter, préférant s'opposer à tout ce qui est normal, dominant, hégémonique et puissant en général.

### Droit international
- Numéro spécial du Australian Feminist Law Journal
- Numéro spécial du American Journal of International Law
- Queering International Law: Possibilities, Alliances, Complicities, Risks, Routledge, 28 juin 2017 (ISBN 978-1-315-26678-7, DOI 10.4324/9781315266787, lire en ligne)